# Gletsjertong

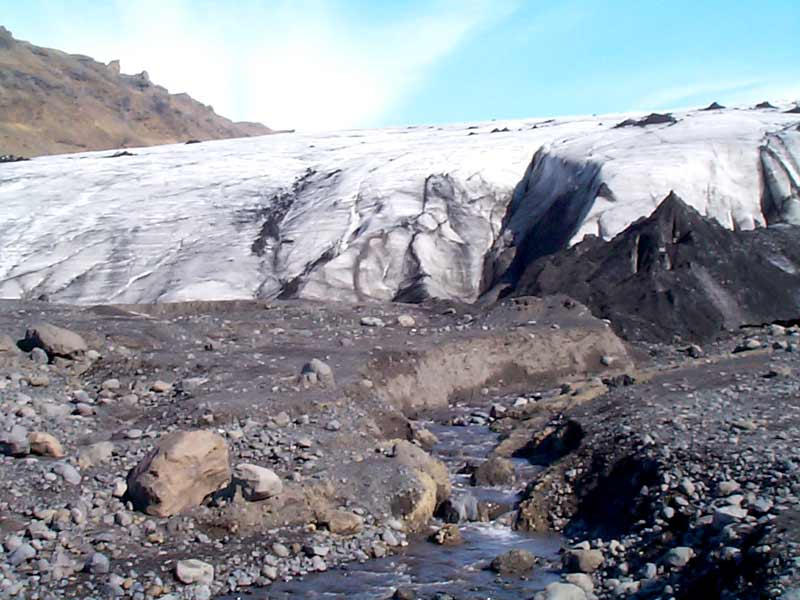
Gletsjertong met eindmorenen.

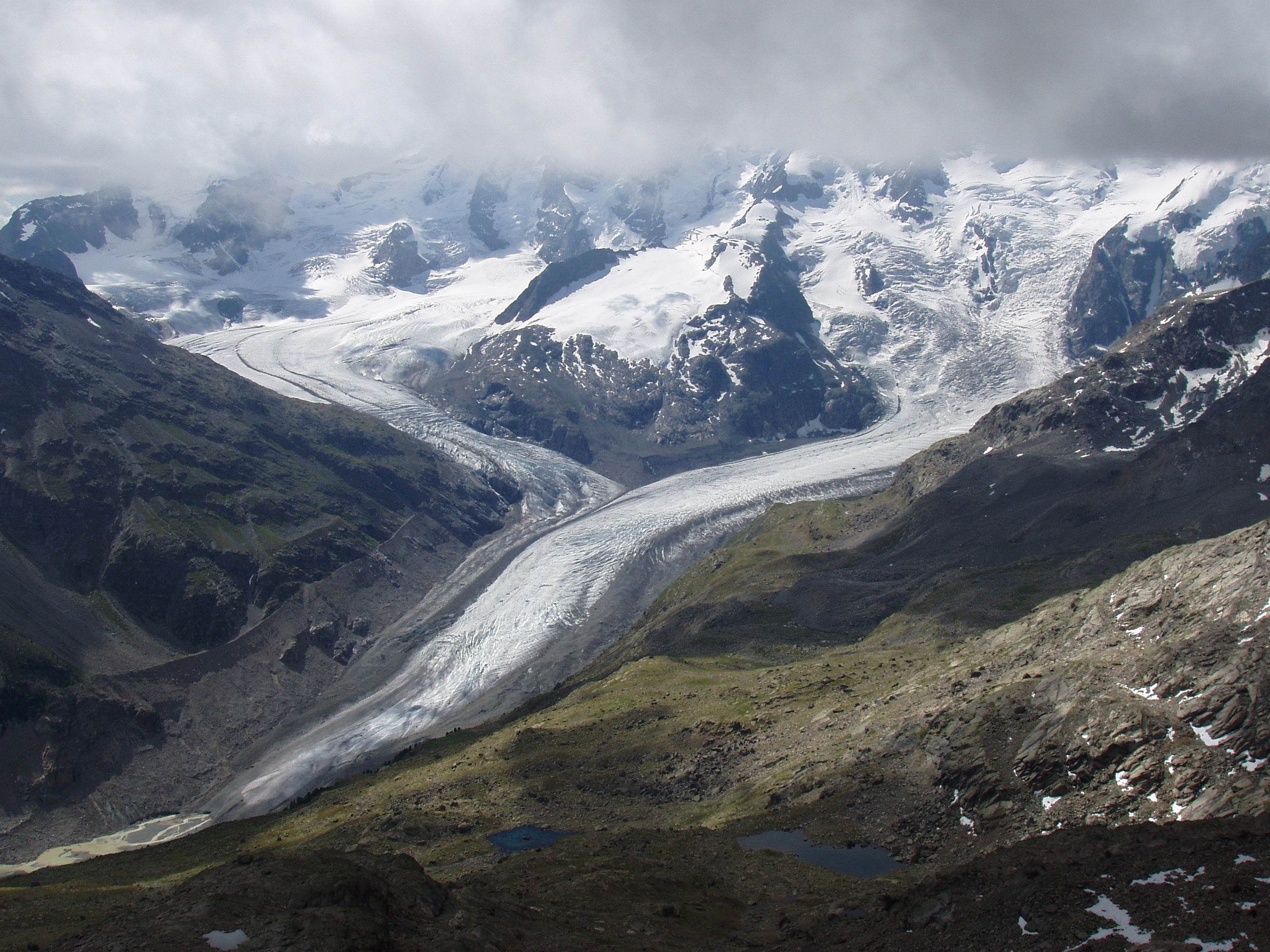
Morteratsch- en Persgletsjer: de tong is duidelijk zichtbaar

Een gletsjertong, het einde van een gletsjer, wordt ook wel de snuit van een gletsjer genoemd en kenmerkt zich door de aanwezigheid van eindmorenen. De tongen kunnen verschillende vormen en afmetingen aannemen, afhankelijk van het type gletsjer. De tong van de Morteratsch- en Persgletsjer is een toeristische attractie.